# Paul Kingsman
Paul Kingsman, né le 15 juin 1967 à Auckland est un ancien nageur néo-zélandais qui gagna le 200m dos aux Jeux olympiques de Séoul 1988.
Avant les Jeux olympiques de Séoul en 1988, il ne détenait à 21 ans que le 20e temps mondial de l'année sur 200m. Il se qualifia néanmoins en finale au couloir 1, loin des favoris placés au milieu de la piscine, et réussit la course de sa vie pour arracher une médaille de bronze dans les derniers mètres.
Cette course fut le point d'orgue de sa carrière internationale qui dura neuf saisons au cours desquelles il gagna aussi 4 médailles aux Jeux du Commonwealth ainsi que 12 titres nationaux. Il avait percé au plus haut niveau à 15 ans en 1982 en atteignant la finale du 200m dos aux Jeux du Commonwealth à Brisbane. Il mit fin à sa carrière après avoir pris deux médailles aux Jeux du Commonwealth en 1990 dans sa ville natale.
Une fois la page de la compétition tournée, il travailla pour Speedo et créa sa propre école de natation à Auckland. En 2001, il partit vivre à San Francisco.